# Metrominuto

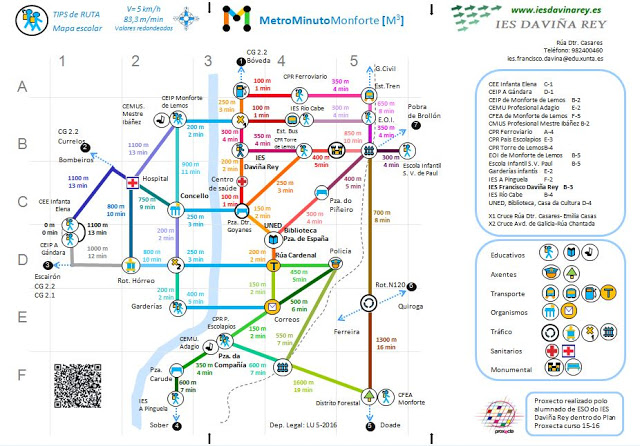
Metrominuto di Monforte de Lemos.

Metrominuto è un'iniziativa nata a Pontevedra nel 2011 e cha ha portato alla realizzazione di una carta schematica caratterizzata dall'indicazione di lunghezza delle distanze tra i punti della città e dal tempo approssimato per percorrerle a piedi, in auto, o con i mezzi pubblici.
Il successo della carta sta permettendo una rapida diffusione in altri paesi spagnoli, in Francia, in Italia (come a Cuneo, Voghera, Ferrara, Cagliari, Firenze, Genova) e in altri Paesi.